# 韦方质
韦方质（？—690年10月1日），京兆郡万年县（今陕西省西安市）人，出自京兆韦氏彭城公房，唐朝官员，唐睿宗第一次登基时为宰相。

## 家世
韦方质的祖父韦云起在前代隋朝和唐朝初年都仕官，武德九年（626年），玄武门之变中皇太子李建成被弟弟秦王李世民（后为唐太宗）所杀，韦云起时任益州行台兵部尚书，与长官行台仆射窦轨互相疑忌，窦轨怀疑韦云起是李建成一党，在政变后不久杀了韦云起。韦方质的父亲韦师实后来也成为唐朝官员，唐睿宗第一次登基时的垂拱初年，官至华州刺史、太子（李成器）少詹事，封扶阳郡公。

## 为相
韦方质本人早期仕途不详。曾任太子舍人。新都尉卢照邻因病辞官客居东龙门山，韦方质与同僚裴瑾之、左史范履冰、水部员外郎独孤思庄、少府丞舍人内供奉阎知微、符玺郎乔侃等写信问其疾病，并时时供其衣服财帛和药物。
光宅元年（684年）十一月，他在鸾台侍郎任上被睿宗有权势的摄政母后武太后（即后来的武则天）改任凤阁侍郎，加同凤阁鸾台平章事，拜为实质宰相。迁地官尚书。当时武太后改修《垂拱格》《式》，韦方质等删武德以后至于垂拱年间诏敕为新格，加计帐及勾帐式，加上旧式成二十卷，为《垂拱留司格》。韦方质详练法理，又委其事于咸阳尉王守慎，又有经理之才，故《垂拱格》《式》被议者称为详密。韦方质也因此甚为时人所称。垂拱元年（685年）献上，武后亲自作序。五月，韦方质加同凤阁鸾台三品。
韦方质为相数年，但作为多于史无载。三年（687年）十一月武太后想派另一宰相韦待价攻吐蕃，韦方质奏请按旧制遣御史监军。但太后认为监军往往干涉指挥，没有任监军。
载初元年（690年），武太后的侄子武承嗣、武三思已用事，连宰相都要下拜他们。当年韦方质患病，一月，武承嗣和武三思去看他，他在床上不行礼。左右警告他这样会招祸，他答道：“生死吉凶是命定的。大丈夫岂能折节曲事皇帝的近戚以求免祸？”不久，被武后宠信的酷吏周兴、来子珣等诬告为死罪。韦方质与宰相苏良嗣素来不合，攀诬苏良嗣，武后特意保苏良嗣无罪。韦方质流放儋州，家产籍没。九月，武太后夺睿宗位，自建周朝称帝。十月，韦方质在流放中被杀。武则天被神龙政变推翻，为睿宗兄唐中宗所取代后，景龙四年（710年），韦方质得到昭雪，复官爵。